# 小波列然山
41°43′23.16″N 23°29′22.92″E / 41.7231000°N 23.4897000°E
小波列然山是保加利亞的山峰，位於該國西南部，處於布拉戈耶夫格勒州，屬於皮林山脈的一部分，海拔高度2,822米，山體由花崗岩組成。